# مانوس موان
مأنوس موان (انگلیسی: Magnus Moan؛ زادهٔ ۲۶ اوت ۱۹۸۳) اسکی‌باز نوردیک اهل نروژ است.